# Edmund Alexander Parkes

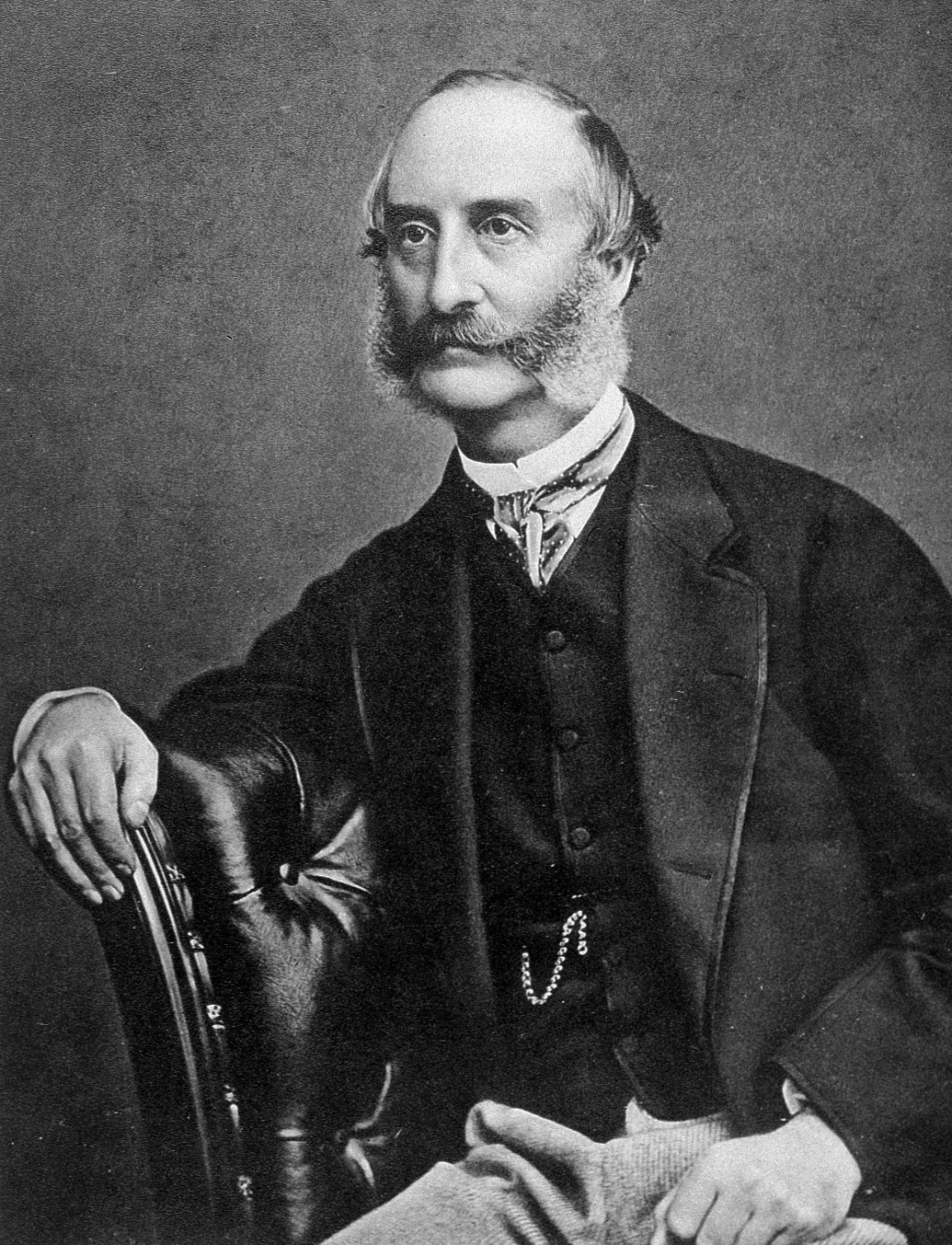
Edmund Alexander Parkes

Edmund Alexander Parkes (* 29. Dezember 1819 in Bloxham (Oxfordshire); † 15. März 1876 in Bitterne bei Southampton) war ein britischer Arzt und Reformer der Militärhygiene in der britischen Armee.
Parkes studierte am Christ’s Hospital in London und am University College London mit dem Abschluss (M.B.) 1841. Ein Jahr zuvor war er Mitglied des Royal College of Surgeons of England geworden. Außerdem arbeitete er im Labor seines Onkels, des Pioniers der Dermatologie Anthony Todd Thomson, dessen Lehrbuch der Hautkrankheiten er 1851 herausgab und ergänzte. Nach seinem Abschluss ging er als Assistenzchirurg zur britischen Armee (84. (York and Lancaster) Regiment) und wurde in Madras und danach in Moulmein in Burma stationiert. Seine dort untersuchten Fälle von Cholera und Durchfall waren nach seiner Rückkehr nach England das Grundmaterial für seine Veröffentlichungen. 1845 war er wieder in London und hatte eine Praxis in der Upper Seymour Street und später in der Harley Street. 1845 erhielt er einen M.D. der Universität London und 1849 wurde er Professor für klinische Medizin am University College London.
Nach dem öffentlich bekanntgewordenen Versagen der medizinischen Versorgung in der britischen Armee im Krimkrieg wurde er beauftragt zur Entlastung der Hospitäler in Scutari ein Lazarett in Renkioi in Kleinasien an den Dardanellen aufzubauen und zu leiten. Das Hospital wurde nach Plänen von Isambard Kingdom Brunel aus Fertigbauteilen aus Holz gebaut und war für 1000 Patienten ausgelegt. Parkes war bis zum Ende des Krimkriegs 1856 im Hospital. Die Krankenschwestern unterstanden nicht Florence Nightingale, sondern wurden Parkes und James Clark, dem Leibarzt von Queen Victoria, ausgewählt, darunter auch eine Schwester von Parkes.
Nach dem Krieg untersuchte eine königliche Kommission den sanitären Zustand bei der britischen Armee und es wurde eine Neuorganisation und die Einrichtung einer ersten Army Medical School in Fort Pitt in Kent (nahe Chatham) beschlossen. Parkes beriet dabei und wurde bei deren Gründung 1860 Professor für Militärhygiene. 1863 zog sie nach Netley bei Southampton um (Royal Victoria Hospital).1864 veröffentlichte Parkes die erste Auflage seines Manual of Practical Hygiene, das zu seinen Lebzeiten vier Auflagen erlebte. Es wurde in mehrere Sprachen übersetzt. 1891 erschien die achte Auflage und 1896 eine von James Lane Notter und R. H. Firth bearbeitete Neuauflage.
1861 wurde er Fellow der Royal Society und 1863 Mitglied des General Medical Council als Nachfolger von Charles Hastings. Ehrungen durch die Queen lehnte er ab. 1876 starb er an Tuberkulose.
Er ist einer der 23 ursprünglichen Namen auf dem Fries der London School of Hygiene and Tropical Medicine, die Personen aufführen, die sich um öffentliche Gesundheit und Tropenmedizin verdient gemacht haben.
Beim Royal Army Medical College gibt es einen nach ihm benannten Lehrstuhl.
Er war im Senat der Universität London.